# Danstedt
Danstedt ist ein Ortsteil der Gemeinde Nordharz im Landkreis Harz in Sachsen-Anhalt, Deutschland.

## Geografie
Danstedt liegt in der Langeler Ebene zwischen dem Harz und dem Huy im Harzvorland etwa zehn Kilometer westlich von Halberstadt. Es wird vom Rottebach durchflossen. Die Flächen der Gemeinde werden zu über 90 % für den Ackerbau genutzt, lediglich im Umfeld der Ortslage gibt es einige Obstbestände.

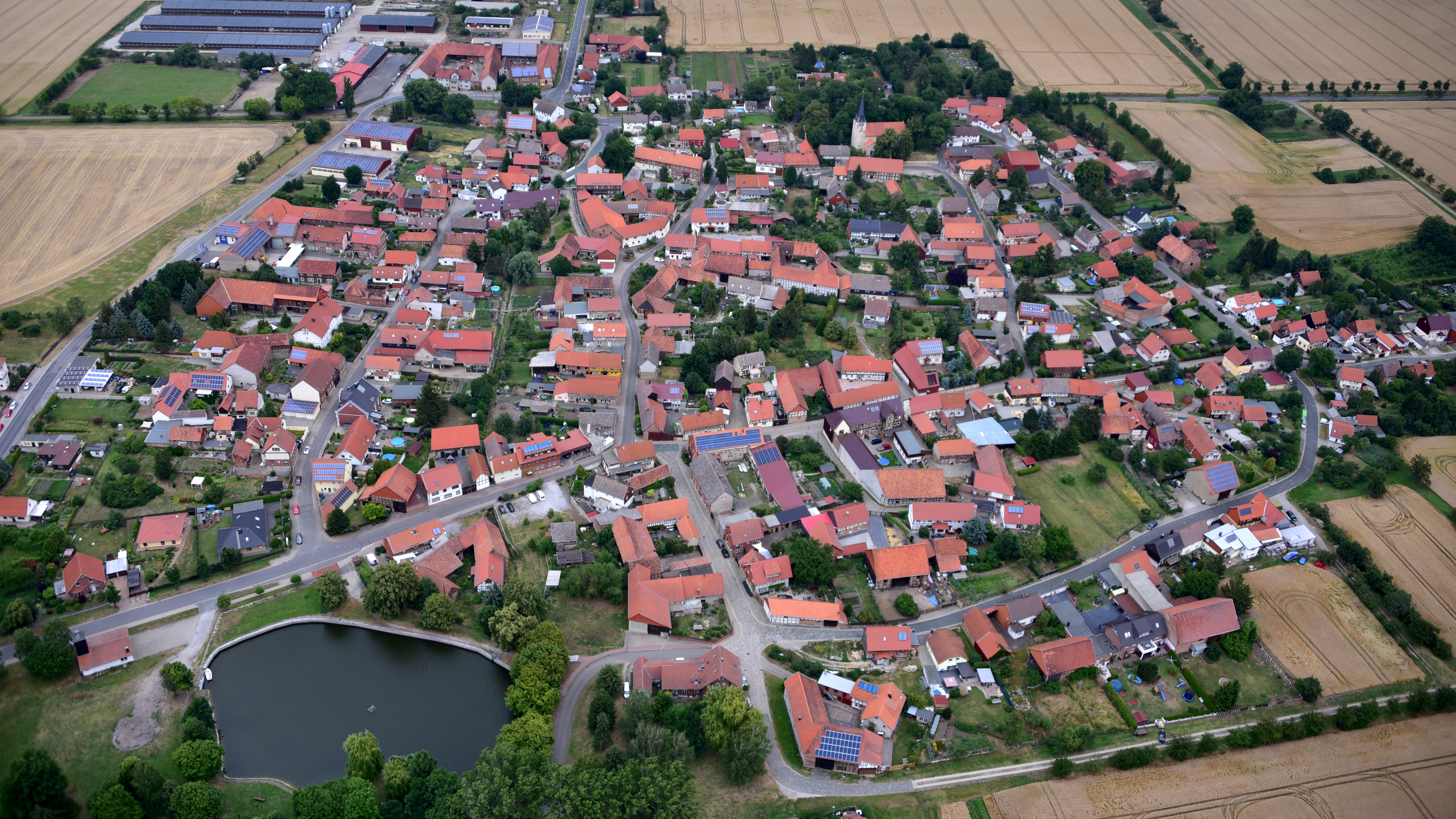
Danstedt, Luftaufnahme (2019)

## Geschichte
Am 1. August 1004 wurde Danstedt in einer Schenkungsurkunde des Königs Heinrich II. an das Kloster Drübeck als Dannenstedi erstmals urkundlich erwähnt.
Danstedt gehörte von 1599 bis 1648 zum Bistum Halberstadt und gelangte dann an das Fürstentum Halberstadt. Der Ort unterstand direkt dem Amt Derenburg und gelangte 1815 an den Regierungsbezirk Magdeburg der preußischen Provinz Sachsen.
Am 1. Januar 2010 schlossen sich die bis dahin selbstständigen Gemeinden Danstedt, Abbenrode, Heudeber, Langeln, Schmatzfeld, Stapelburg, Veckenstedt und Wasserleben zur Einheitsgemeinde Nordharz zusammen.
Der historische Teil des Gemeindearchivs von Danstedt befindet sich im Landesarchiv Sachsen-Anhalt in Wernigerode.

## Politik

### Bürgermeister
Der letzte Bürgermeister der Gemeinde Danstedt war Armin Lidke.

### Wappen
| | Blasonierung: „In Gold auf grünem Berg eine schwarze Bockwindmühle. Der Berg ist belegt mit einem silbernen Schildchen, darin eine rote, vierendige Geweihstange.“ |
| Wappenbegründung: Die Farben des Ortes sind Schwarz - Gelb (Gold). Die Windmühle stellt eine örtliche Gegebenheit dar und versinnbildlicht gleichzeitig den ländlichen Charakter Danstedts. Das Schildchen mit der roten Geweihstange ist das Wappen der Grafschaft Regenstein, zu der der Ort früher territorial gehörte. Das Wappen wurde am 1. Mai 1988 in der Quedlinburger Wappenrolle unter der Nummer QWR II/88017 registriert. Das Wappen wurde vom Heraldiker Udo Glathe aus Quedlinburg von der Heraldischec Gesellschaft „Schwarzer Löwe“ Leipzig gestaltet und am 3. November 1995 durch das Regierungspräsidium Magdeburg genehmigt. | |

### Flagge
Die Flagge wurde am 30. Dezember 2009 durch den Landkreis Harz genehmigt.
Die Flagge ist schwarz - gelb (1:1) gestreift (Querform: Streifen waagerecht verlaufend, Längsform: Streifen senkrecht verlaufend) und mittig mit dem Gemeindewappen belegt.

## Verkehr

### Straße
Der Ort liegt im nördlichen Harzvorland an der Verbindungsstraße, die in Athenstedt von der Bundesstraße 79 abzweigt und in südliche Richtung weiter nach Derenburg bzw. in südwestliche Richtung nach Wernigerode führt. Auf dieser verkehren die Harzer Verkehrsbetriebe und verbindet den Ort mit Wernigerode und Halberstadt.

### Eisenbahn
Im Danstedter Bahnhof Heudeber-Danstedt zweigt die Strecke Heudeber-Danstedt–Ilsenburg von der Strecke Halle–Vienenburg ab, die westlich von Heudeber-Danstedt stillgelegt ist. Außerdem begann in dem Bahnhof ehemals die Strecke Heudeber-Danstedt–Mattierzoll. Zurzeit hält alle zwei Stunden der Regionalexpress Richtung Halberstadt sowie über Wernigerode nach Goslar.

## Kultur und Sehenswürdigkeiten
- Bockwindmühle Danstedt

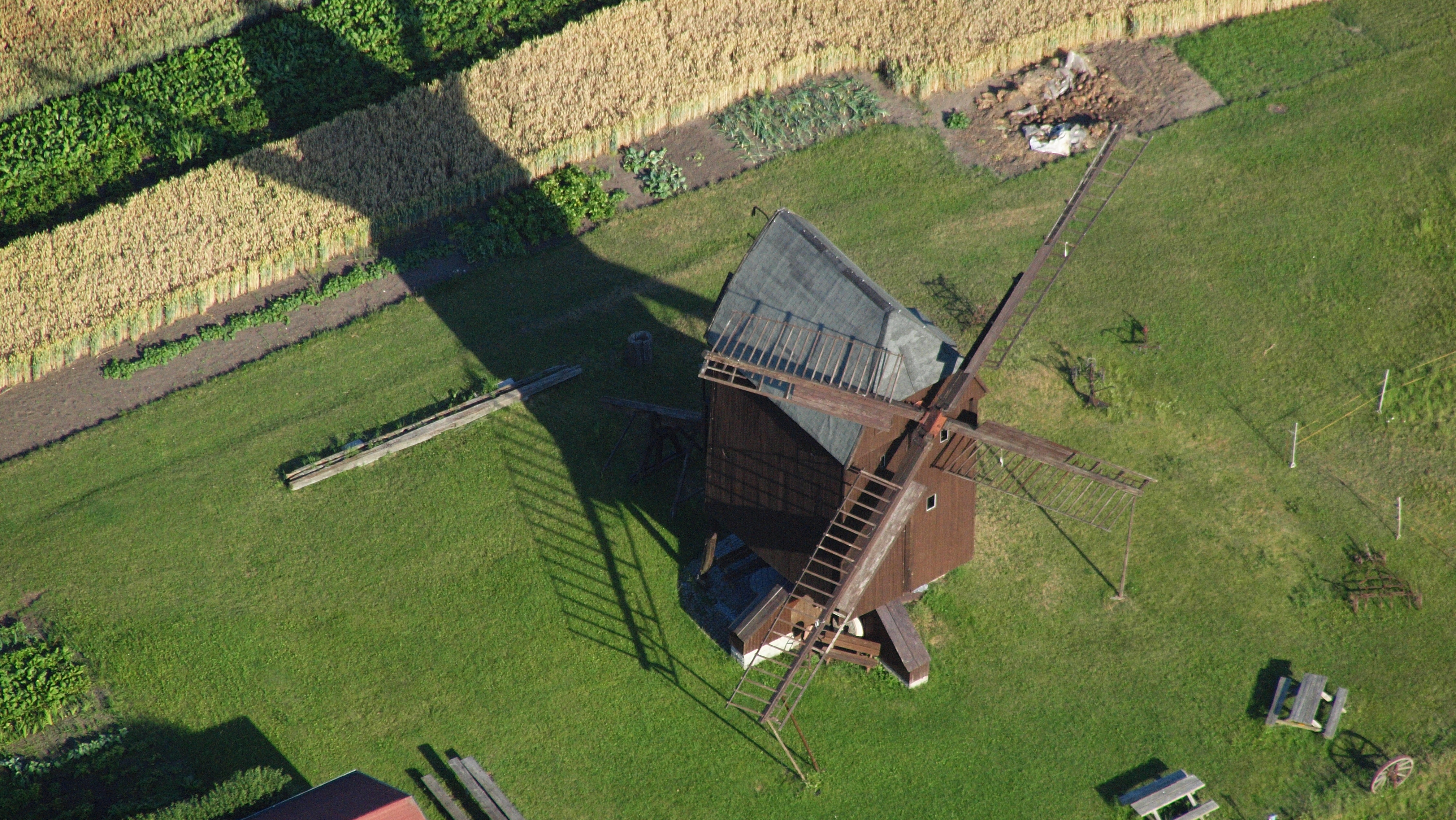
Danstedt, Bockwindmühle, Luftaufnahme (2015)

- Grabstätte auf dem Friedhof für eine namentlich bekannte sowjetische Zwangsarbeiterin, die 1945 an den Folgen der Zwangsarbeit starb
- Udalricikirche[6] mit Ladegast-Orgel[7]